# Endoplasma
L'endoplasma és un part del citoplasma menys dens que l'ectoplasma en el qual es troba pròxim el nucli. S'hi troben els següents orgànuls: 
- Mitocondris
- Cloroplasts
- Centríols
- Aparell de golgi
- Lisosomes
- Reticle endoplasmàtic
- Ribosomes
- Vacúols
- Peroxisomes